# 3-я гвардейская стрелковая дивизия народного ополчения (Петроградского района)
3-я гвардейская Ленинградская стрелковая дивизия народного ополчения (Петроградского района) — воинское соединение вооружённых сил СССР в Великой Отечественной войне.
Сформирована в июне-июле 1941 года в Ленинграде из добровольцев Петроградского и Приморского районов Ленинграда как Петроградская стрелковая дивизия народного ополчения, с 24 июля 1941 года — 3-я гвардейская дивизия народного ополчения. Участвовала в боях под Ленинградом с августа 1941 года, в сентябре отражала мощный удар частей 38-го армейского корпуса вермахта. 24 сентября 1941 года переименована в 44-ю стрелковую дивизию.

## История
Дивизия формировалась с 29 июня 1941 года в Ленинграде из добровольцев Петроградского и Приморского районов Ленинграда как Петроградская стрелковая дивизия народного ополчения, 24 июля 1941 года переименована в 3-ю гвардейскую дивизию народного ополчения.
В составе действующей армии с 4 по 24 июля 1941 года как Петроградская стрелковая дивизия народного ополчения и с 24 июля по 24 сентября 1941 года как 3-я гвардейская Ленинградская стрелковая дивизия народного ополчения (Петроградского района).
Название было дано по предложению К. Е. Ворошилова и А. А. Жданова в честь добровольных отрядов питерской Красной гвардии, героически защищавших город от белогвардейцев.
В начале августа дивизия была направлена в район Красного Села, где проходила боевую подготовку.
С 8 августа 1941 года начала выход в район Старый Петергоф — Сибилево — Русско-Высоцкое — Скворицы. Имела в составе более 10 000 человек (на 10 августа 1941 года 10.358 человек). Более или менее в полном составе начала занятие позиций и подготовку рубежей 17-19 августа 1941 года. В дивизии имелся сравнительно небольшой некомплект личного состава, не хватало вооружения и боеприпасов.
Из донесения политотдела дивизии от 20 августа 1941 года.

Части и подразделения дивизии не полностью вооружены и оснащены. Во 2-м СП — 25 % бойцов не имеют винтовок, нет в наличии артснарядов, ручных гранат и минометов. В 1 СП отсутствуют многие приборы для пушек и минометов. Нехватает для бойцов зенитных прицелов, гранат, касок. В АРТПОЛКУ не хватает винтовок, командный состав полностью не снабжен личным оружием, нет достаточного количества передков для орудий. Отд. Зенит. Арт. Дивизион не вооружен. Имеет незначительное количество винтовок, несколько штук пистолетов и наганов.— Политдонесения Политотдела 3-й Гвардейской дивизии Ленинградской армии народного ополчения
Заняла позиции: 1-й стрелковый полк у Старого и Нового Петергофа, 2-й стрелковый полк — Тайцы — Красное Село — Русско-Высоцкое, 3-й стрелковый полк — в районе Стрельны, Урицка и Володарского.
22 августа 1941 года 2-й стрелковый полк убыл в Слуцко-Колпинский укреплённый район, вместе с дивизией в дальнейшем не воевал (вёл боевые действия под деревней Пижма, совхозом «Кобралово», посёлком Антропшино, в районе станции Ново-Лисино, был практически уничтожен).
В течение августа 1941 года дивизия вела разведку района, подвергалась авиационным налётам.
C 9 сентября 1941 года подверглась мощному удару частей 38-го армейского корпуса, вела бои вместе с 14-й бригадой ПТО, 12 сентября 1941 года оставила Красное Село и была оттеснена к северо-западу. Противник продолжал наступление через посёлки Горелово и Аннино, вклинился в стык между дивизией и введённой из резерва соседней 10-й стрелковой дивизией. Оттеснив 10-ю стрелковую дивизию и оказавшийся вместе с ней 1-й стрелковый полк к Петергофу, противник к 16.09.1941 года вышел к Финскому заливу у Стрельны. Позднее остатки полка вошли в состав 10-й стрелковой дивизии.
Остальные части расчленённой дивизии вели бои за посёлок Володарский, затем отошли к Урицку, где в бой с противником вступили 701-й стрелковый полк 142-й стрелковой дивизии, части 5-й дивизии народного ополчения и 21-й мотострелковой дивизии НКВД. Усилиями этих частей, а позднее 6-й бригады морской пехоты, 17.09.1941 года дальнейшее продвижение противника к Ленинграду было остановлено на рубеже Лигово — Старо-Паново — Кискино Архивировано 25 августа 2011 года..
C 17 сентября 1941 года в дивизию был включён 2-й стрелковый полк 1-й дивизии народного ополчения, c 21.09.1941 года 35-й мотострелковый полк 21-й мотострелковой дивизии внутренних войск НКВД и 701-й стрелковый полк 142-й стрелковой дивизии.
24 сентября 1941 года дивизия на позициях под Старо-Паново — Урицк была переименована в 44-ю стрелковую дивизию.

## Состав
- 1-й стрелковый полк
- 2-й стрелковый полк
- 3-й стрелковый полк
- артиллерийский полк
- отдельный зенитный артиллерийский дивизион
- разведывательный батальон
- сапёрный батальон
- отдельный батальон связи
- медико-санитарный батальон
- автотранспортный батальон
- огнемётный взвод
- полевая почтовая станция
- полевая касса Госбанка[4]

## Подчинение
| Дата            | Фронт (округ)       | Армия                                   | Корпус | Примечания |
| --------------- | ------------------- | --------------------------------------- | ------ | ---------- |
| 01.07.1941 года | Северный фронт      | Ленинградская армия народного ополчения | -      | -          |
| 01.08.1941 года | Северный фронт      | -                                       | -      | -          |
| 01.09.1941 года | Ленинградский фронт | 42-я армия                              | -      | -          |

## Командиры
- Коршун, Николай Герасимович, интендант 3-го ранга — (29.06.1941 — 07.07.1941)[6]
- Котельников, Василий Петрович, полковник — (08.07.1941 — 16.09.1941)
- Артюшенко, Павел Алексеевич, полковник — (17.09.1941 — 24.09.1941)[7]

## Память
- Музей, посвящённый боевому пути дивизии в гимназии № 70 Архивировано 25 августа 2011 года. города Санкт-Петербург[8]
- Мемориальная доска на здании Архивировано 25 августа 2011 года., где формировалась дивизия (Санкт-Петербург, Петроградская набережная, 32)[9]